# Saint-Sylvain, Seine-Maritime
Saint-Sylvain är en kommun i departementet Seine-Maritime i regionen Normandie i norra Frankrike. Kommunen ligger i kantonen Saint-Valery-en-Caux som tillhör arrondissementet Dieppe. År 2022 hade Saint-Sylvain 135 invånare.

## Befolkningsutveckling
Antalet invånare i kommunen Saint-Sylvain
| Referens: INSEE |